# Пам'ятник Агнону
Пам'ятник Шмуелю Йосефу Агнону — монумент у місті Бучачі (Тернопільська область), встановлений на честь єврейського письменника, уродженця міста, Нобелівського лауреата 1966 року в галузі літератури Шмуеля Йосефа Агнона. Знаходиться на вулиці Агнона, поблизу річки Стрипа, неподалік від входу до місцевого АРТ-двору. Освячений та відкритий 26 червня 2016 за участи меценатів з Німеччини — подружжя Луїзи та Міхаеля Бекерів, мешканців Регенсбургу (Баварія), чиїм коштом його виготовили.
Складається з бронзового погруддя Ш. Аґнона, розташованого на камінному п'єдесталі, виготовленому з рожевого пісковика. На передній і тильній сторонах п'єдесталу вирізьблені надписи.
Благоустрій території довкола пам'ятника зроблено коштом міської скарбниці (150 тис. грн.).